# ジョシュア・バシャム
ジョシュア・バシャム（Joshua Basham、1999年4月17日 - ）は、プレミアシップグロスター・ラグビーに所属するラグビー選手。

## プロフィール
- イングランド、スラウ出身[1]。
- ポジションはフランカー(FL)。
- 身長 185cm、体重 101kg。
- 愛称はBash。
- U20イングランド代表に選ばれたことがある[2]。

## 略歴
パーマストンノース高校卒業後、ロンドン・アイリッシュ、ニューカッスル・ファルコンズ、ロンドン・アイリッシュを経て、2023年、清水建設江東ブルーシャークスに加入。同年12月9日に行われたJAPAN RUGBY LEAGUE ONE第1節日野レッドドルフィンズ戦に先発出場でリーグワン公式戦初出場を果たした。
2025年、グロスターに加入。

## 受賞歴

### ジャパンラグビーリーグワン
- 2024-25ベストタックラー(DIVISION 2)